# Iwan Igorewitsch Repjach
Iwan Igorewitsch Repjach (russisch Иван Игоревич Репях; * 18. Oktober 2001 in Krasnodar) ist ein russischer Fußballspieler.

## Karriere

### Verein
Repjach begann seine Karriere beim FK Krasnodar. Im Mai 2016 wechselte er in die Akademie von Spartak Moskau. Im November 2018 absolvierte er sein erstes und einziges Spiel für die Zweitmannschaft von Spartak in der Perwenstwo FNL, als er am 22. Spieltag der Saison 2018/19 gegen den FK Sibir Nowosibirsk in der 83. Minute für Alexander Rudenko eingewechselt wurde.
Im September 2020 wechselte Repjach nach Dänemark zum Vejle BK.

### Nationalmannschaft
Repjach durchlief zwischen 2016 und 2018 von der U-15 bis zur U-18 sämtliche russische Jugendnationalauswahlen.